# Fays (Wogezy)
Fays – miejscowość i gmina we Francji, w regionie Grand Est, w departamencie Wogezy.
Według danych na rok 1990 gminę zamieszkiwało 236 osób, a gęstość zaludnienia wynosiła 49 osób/km² (wśród 2335 gmin Lotaryngii Fays plasuje się na 810. miejscu pod względem liczby ludności, natomiast pod względem powierzchni na miejscu 1026.).